# Gyranusoidea iranica
Gyranusoidea iranica  (лат.) — вид мелких паразитических хальцидоидных наездников из семейства Encyrtidae (Tetracneminae).

## Распространение
Иран (Fars province, Beyza).

## Описание
Длина тела 0,9—1,1 мм. Голова, грудь, брюшко и ноги желтоватые, мезоскутум и скутеллюм частично коричневые. Выведены из мучнистых червецов Chorizococcus sp. (Hemiptera: Pseudococcidae), найденных на винограде в сентябре 2005 года.